# セドナエンタープライズ
株式会社セドナエンタープライズ（英：Sedona-enterprise co., Ltd.）は、エステティックサロン（全身革命脱毛サロン「脱毛ラボ」）事業展開していた日本の会社である。

## 概要
2010年6月に設立。全身革命脱毛サロンである「脱毛ラボ」を主力事業として、家庭用脱毛器、化粧品等の販売も手掛けていた。「脱毛ラボ」は「連射脱毛マシンの導入で施術時間が従来の半分」「最短2週間に1回通える」などと、ライバル店と比べて予約が取れやすいことを特徴とし、2017年6月期には約75億5500万円の売上をあげたが、有名女性タレントをイメージキャラクターに起用してWEBマーケティングにも注力するなど広告費が嵩んだ結果、2017年6月期には約28億1600万円の債務超過に転落した,。この事が、破産への引き金となった。
業績悪化に追い打ちをかけるかのように、新型コロナウイルスの影響により新規契約者数が伸び悩むと同時に売上も低下。経営の立て直しを図るべくEC事業に進出して「脱毛ラボ ホームエディション」の名称で家庭用光脱毛美容器などを販売していた.。EC事業の売上も、2020年12月期は約60億円の売上があったが、その一方で、広告宣伝・促進費や販売管理費が増加。これに追い打ちをかけるかのように、2022年3月15日に消費者庁から景品表示法違反で措置命令を受けるなど、セドナエンタープライズの信用が失墜。2021年12月期の売上も約56億円にまで落ち込み、解約に伴う返金対応などで経営はさらに悪化していった。ドクターシーラボが保有していた株式も、2021年に他社へ売却された。
このため、セドナエンタープライズは2022年8月26日に事業を停止して東京地方裁判所へ破産を申請。同日付で破産手続開始決定を受けた。負債総額は約60億円で、債権者約3万人の内大半は「脱毛ラボ」の一般会員であるという。
破産手続開始により、予約済みのカウンセリング・施術、ECサイトで受け付けた注文はすべてキャンセルとなった。未消化分の施術代の返金については、破産債権となり、破産法に基づいた配当手続となる。
セドナエンタープライズは2023年11月2日に法人格が消滅した。

## 沿革
- 2010年6月 - 東京都品川区に株式会社セドナエンタープライズとして設立。
- 2013年7月 - 本社を東京都港区の品川イーストワンタワーに移転。
- 2015年4月 - 株式会社日本健康医学研究所の株式を取得し完全子会社化
- 2017年11月 - 株式会社シーズ・ホールディングスに買収され完全子会社化
- 2018年3月 - 子会社の日本健康医学研究所を吸収合併
- 2019年4月 - 本社を東京都渋谷区の恵比寿プライムスクエアタワーに移転
- 2021年6月 - 中国中信集団公司のPEが全株式を取得
- 2022年3月 - 消費者庁から景品表示法違反で措置命令を下される
- 2022年8月26日 - 東京地方裁判所から破産手続開始決定を受ける
- 2023年11月2日 - 法人格消滅。

## 店舗
経営破綻時点では、全国に47店舗を展開していた。

## 関連会社
- Sedona Singapore International PTE.LTD
- Sedona Thai International co., ltd.